# Rhinolophus philippinensis
Rhinolophus philippinensis es una especie de murciélago de la familia Rhinolophidae.

## Distribución geográfica
Se encuentra en el norte de Australia, Indonesia, Timor Oriental, Malasia Oriental, Papúa Nueva Guinea y las Filipinas.